# Григоришин, Константин Иванович
Константин Иванович Григоришин (род. 16 ноября 1965 года, Запорожье) — российско-украинский бизнесмен, миллиардер. Бизнес-активы Григоришина, в том числе предприятия энергетики, судо- и машиностроения в основном сосредоточены на территории Украины. Григоришин возглавляет группу «Энергетический стандарт», контролирующую ряд запорожских предприятий и «Укрречфлот», а также восемь украинских облэнерго. В прошлом владел компанией Сумское НПО им. Фрунзе. 1 ноября 2018 года стал одним из 322 граждан Украины, против которых Российская Федерация ввела санкции.
Гражданин Кипра, Российской Федерации и Украины (с 2016 года).

## Биография
Родился в семье инженеров-конструкторов авиационных двигателей, всю жизнь проработавших в элитном советском конструкторском бюро «Прогресс». В 1982 году закончил физико-математическую школу № 28 в Запорожье и поступил в Московский Физико-Технический Институт (МФТИ). Учился сначала на Факультете физической и квантовой электроники, а затем в теоретической группе им. Ландау на Факультете общей и прикладной физики с базой в Институте теоретической физики в Черноголовке.
По окончании МФТИ в 1988 году начал работать в теоретическом отделе Института спектроскопии АН СССР в г. Троицк,где в 1991 году защитил кандидатскую диссертацию на тему «Распространение света в нелинейных неупорядоченных средах».
В 1992 году начал заниматься бизнесом, учредив с несколькими другими выпускниками МФТИ свою первую компанию «АрагорнСофт», которая занималась разработкой системных решений в сфере IT-технологий. C 1993 года созданная теми же партнёрами компания «Центральная Оптовая Металлобаза» компания занялась торговлей черными металлами и ферросплавами, очень быстро став одним из крупнейших металлотрейдеров на территории СНГ.
В 1995 году, разделив бизнес со своими бывшими партнёрами, основал с новым партнером фирму «Созидание».
С 1996-го по 2000-й год, в рамках большой приватизации на Украине, Константин Григоришин инвестировал в контрольные и существенные пакеты ряда металлургических, машиностроительных, транспортно-логистических и энергораспределительных компаний (Облэнерго).
Бизнес-активы Григоришина, в том числе предприятия энергетической, машиностроительной и транспортно-логистической отраслей в основном сосредоточены на территории Украины. Григоришин является мажоритарным инвестором созданной в 2005 году группы «Энергетический стандарт», опосредованно владеющую существенными либо контрольными пакетами ряда запорожских предприятий, и нескольких украинских облэнерго.
В 2007 году группа «Энергетический Стандарт» приобрела контрольный пакет акций компании «УкрРечФлот».
15 марта 2016 года подал прошение на получение украинского гражданства «по территориальному происхождению» — на основании рождения или постоянного проживания на Украине до 24 августа 1991 года, и получил украинское гражданство в мае того же года.
1 ноября 2018 года Константин Григоришин стал одним из 322 физических лиц, против которых Постановлением Правительства РФ были введены санкции.

## Активы
По его собственному утверждению, 95 % его бизнеса находится в украинских активах. Основные активы в машиностроении, судостроении и электроэнергетике и транспортно-логистической компании Укрречфлот.
В электроэнергетике имеет контрольный пакет в луганской и винницкой областных энергораспределяющих компаний, остальные шесть (Запорожское, Полтавское, Сумское, Черниговское, Черкасское (30 %) и Тернопольское облэнерго) контролируются совместно с другими акционерами, среди которых есть Игорь Коломойский (начиная с 2010 года Полтавское, Сумское, Черниговское управлялись напополам. По данным «Экономической правды» весной 2016 года началась подготовка к разделу активов, по которой Коломойский получает Полтавское облэнерго). С начала 2000-х опосредованно владеет инвестициями в мажоритарные доли в уставных капиталах компании Запорожтрансформатор — монополистом в производстве украинских силовых трансформаторов и реакторов,], а также Запорожского Кабельного Завода.
По заявлениям премьер-министра Украины Арсения Яценюка в 2014—2015 годах, Григоришин контролирует украинский энергетический сектор. 20 января 2016 года заседании правительства политик официально обратился к Службе безопасности Украины с требованием проверить причастность Григоришина к финансированию антиукраинских политических сил (в частности, Коммунистической партии) и его сотрудничество с ФСБ. Сам предприниматель активно критиковал премьера, к которому относился резко негативно.
15 марта 2016 года подал прошение на получение украинского гражданства. Основанием для этого указаны рождение или постоянное проживание на Украине до 24 августа 1991 года.

### Список активов
По состоянию на осень 2019 года предприниматель контролировал:
- Винницаоблэнерго (50 %)
- Запорожтрансформатор (100 %)
- Запорожский кабельный завод (100 %)
- Запорожьеоблэнерго (в партнёрстве с Игорем Коломойским, менеджерский контроль у него)
- Полтаваоблэнерго (в партнёрстве с Игорем Коломойским, менеджерский контроль у него)
- «Предприятие „Киев“»
- Сумыоблэнерго (в партнёрстве с Игорем Коломойским, менеджерский контроль у Григоришина)
- Тернопольоблэнерго (в партнёрстве с Игорем Коломойским, менеджерский контроль у него)
- Укрречфлот (100 %)
- Черниговоблэнерго (в партнёрстве с Игорем Коломойским, менеджерский контроль у Григоришина)

## Политические связи
Во время избирательной кампании 2002 года имя бизнесмена Константина Григоришина упоминалось в связи со спонсорством политической партии «Наша Украина» Виктора Ющенко и «Яблоко». В это-же время финансировал СДПУ(о).
В 2000-х назывался одним из ключевых финансистов Коммунистической партии Украины, поддерживать которую перестал в 2012 году. По его собственным словам, поддерживал компартию Украины потому что ему «была нужна защита от Януковича». Вместе с тем считался одним из спонсоров «оранжевой революции», хотя сам это отрицал.
В 2014-15 годах Константин Григоришин активно критиковал премьер-министра Арсения Яценюка, к деятельности которого на своем посту он относился резко негативно. В ответ на это Арсений Яценюк 20 января 2016 года на заседании Кабинета Министров обвинил Григоришина в подрывной деятельности и работе на иностранную разведку.
26 февраля 2020 года Печерский районный суд города Киева удовлетворил иск бизнесмена Константина Григоришина к Кабинету министров во время премьерства Арсения Яценюка о защите чести, достоинства, деловой репутации и опровержении недостоверной информации. Суд постановил признать недостоверной и порочащей честь, достоинство и деловую репутацию Григоришина Константина Ивановича информацию о том, что «он является примером тех, кто крадет деньги из бюджета, а затем финансирует антиукраинские политические силы и отчитывается в ФСБ и является агентом ФСБ», распространенную Яценюком Арсением Петровичем. Суд обязал так же экс-премьера и Кабмин опровергнуть распространенную им недостоверную информацию.

## Судебные разбирательства
Константин Григоришин, как и все крупные украинские бизнесмены конца 1990-х — начала 2000-х, подвергался давлению со стороны провластных групп с целью получить долю в его бизнесе. Наибольшую активность в этом проявлял зять тогдашнего президента Леонида Кучмы Виктор Пинчук, группа Виктора Медведчука — Игоря Суркиса, а также бизнесмен Игорь Коломойский.
В рамках очередной атаки на его бизнес в 2002 году был арестован. Этой провокации были посвящены слушания в Палате Лордов Великобритании, а также выступление в Верховной Раде Украины тогдашнего лидера украинской оппозиции Виктора Ющенко. Провел неделю в изоляторе, в дальнейшем обвинения были сняты. После освобождения обвинил в организации провокации Григория Суркиса и Виктора Медведчука. Опасаясь за безопасность свою и своей семьи, был вынужден покинуть Украину и временно переехать в Москву. По словам Константина Григоришина, все это вызвало необходимость — в качестве ответной меры по защите своего бизнеса — заняться политикой и поддерживать оппозиционные власти силы.
В декабре 2008 года подавал иск Высокий суд правосудия в Лондоне против акционеров киевского «Динамо» Игоря Суркиса и Валентина Згурского о праве выкупа 98 % акций «Динамо» (Киев) за 32 миллиона долларов. По словам Григоришина он был обманут в 2004 году, когда ему не дали воспользоваться правом приоритетного выкупа акций.
По решению суда Игорь Коломойский выплатил $ 15 млн.
В декабре 2008 года Служба безопасности Украины запретила Григоришину въезд в страну в течение пяти лет в связи с его причастностью к организации ряда рейдерских атак на предприятия Турбоатома. В июне 2009 года Апелляционного административного суда Киева подтвердил решение суда первой инстанции, признавшего действия силового ведомства незаконными.
В 2009 году подавал судебный иск с требованием аннулировать соглашение о продаже в 2006 году 61 % акций компании «УНТК», контролирующей лицензию телеканала Интер. 26 февраля хозяйственный суд города Киева своим постановлением арестовал акции телеканала и поручил МВД и Генеральной прокуратуре Украины расследовать обстоятельства смерти бывшего владельца канала Игоря Плужникова и продажу контрольного пакета акций в декабре 2006 года структурам Валерия Хорошковского. Иск оценивали как один из актов политического противостояния премьер-министра Украины Юлии Тимошенко и предпринимателя Дмитрия Фирташа.
13 апреля 2016 года во время заседания Московского городского суда следователь сообщил о том, что Константин Григоришин объявлен в розыск в рамках дела об уклонении от уплаты налогов на 675 млн рублей. Следствие считает, что Григоришин совместно со своим партнёром не уплатил налоги на сумму 674 млн 934 тыс. рублей, а значит государственному бюджету был нанесен ущерб на данную сумму.
9 мая 2016 года Лондонский коммерческий международный арбитраж вынес вердикт по иску миноритарных акционеров Сумского НПО имени М. В. Фрунзе — Вадима Новинского и Владимира Лукьяненко к мажоритарному акционеру — Константину Григоришину. Согласно решению суда, Григоришин нарушил акционерное соглашение и теперь обязан выплатить истцам более $300 миллионов. До конца 2018 года решение Лондонского суда не было выполнено, летом 2019 года Григоришин и Лукьяненко подписали мировое соглашение, по которому долг был погашен 29 % акций «Харьковоблэнерго» и «Харьковэнергосбыт», а также контрольный пакет (свыше 50 % + один голос) акций НПО им. Фрунзе. В ноябре 2019 года сделка была закрыта.
Весьма показательным является следующее дело. В августе 2016 года некий Хасан Эдиев (уроженец села Джалка Гудермесского района Чечни, подтвержденный месячный доход которого, согласно налоговых деклараций, составлял от 20 тысяч до 100 тысяч рублей в месяц) подал в районный суд г. Гудермеса Чеченской республики иск к Григоришину К. И. о принудительном взыскании суммы по договору займа, процентов и неустойки по нему.
Речь шла о сумме в 110 миллионов долларов США наличными, который Эдиев Х. Б. якобы предоставил Константину Григоришину, а последний его так и не вернул. Районный суд города Гудермеса 10 ноября 2016 года принял решение, об удовлетворении иска Эдиева Х. Б. о взыскании с Григоришина 230 миллионов долларов США.
Впоследствии, в октябре 2017 года решение Гудермесского суда было оставлено без изменения Апелляционным определением Верховного Суда Чеченской Республики, после чего началось исполнительное производство. В декабре 2017 года в принадлежащие Константину Григоришину квартиры и дом в Москве явились судебные приставы в сопровождении представителей Эдиева Х. Б. с целью изъять движимое имущество, находящееся в данных помещениях, а также саму недвижимость. Более того на уже арестованную в рамках уголовного дела против Григоришина К. И. недвижимость, судебными приставами были наложены повторные аресты.

## Состояние
В 2012 году журнал «Форбс» оценил его состояние в $1.2 млрд, а в 2011 году — в $1.3, в 2013 году — в $1.814 млрд).
В свою очередь украинский журнал «Фокус» в 2012 году оценил общую сумму активов предпринимателя в $ 2.019 млрд (7 место в рейтинге богатейших украинцев), в 2015 — в $920 млн (6 место).

## Увлечения
Константин Григоришин с 1993 года увлекается коллекционированием живописи, с 2004 года на постоянной основе коллекцией занимается Ольга Ващилина. К 2012 году ему принадлежало 238 работ «холст-масло» и около 500 листов графики. На сегодня часть российской часть коллекции Григоришина находится под судебным арестом..
Главное спортивное увлечение Григоришина — плавание. В 2009 году он учредил клуб плавания «Энергетический Стандарт», в котором является президентом, и одноимённую спортивную команду. В группа «Энергетический стандарт» стала меценатом Федерации плавания Украины, и к грядущему чемпионату мира учредила призовой фонд для пловцов. По состоянию на 2019 год компания занималась созданием команды пловцов Energy Standard. 
В 2018 году учредил Мировую Лигу Плавания (International Swimming League), в первом сезоне которой в составе восьми команд (4-е европейские, 4-е североамериканские) приняли участие сильнейшие пловцы мира.
В июне 2010 года Константин Григоришин стал инвестором в предстоящем сезоне играющего во второй лиге футбольного клуба «Сумы», а также оплатил его долги в размере 640 тысяч гривен. В феврале 2011 года за 10 млн грн был приобретен сумской стадион «Юбилейный», на котором играет команда.
В 2020 году выступил организатором Международного Института Политической Философии.

## Личная жизнь
Женат (жена — Наталия Якось), имеет троих детей — дочь Евгению (1988 года рождения), сыновей Ивана (1998 года рождения) и Георгия (2010 года рождения).